# Sunder Nix
 Sunder Lamont Nix (Birmingham (Alabama), 2 december 1961) is een voormalige Amerikaanse atleet, die uitkwam op de 400 m en de kwart mijl (440 yd). Hij maakte deel uit van het Amerikaanse team op de 4 x 400 m estafette dat goud behaalde op de Olympische Spelen van 1984.

## Carrière
Nix studeerde van 1980 tot 1986 aan de Indiana University in Bloomington.
In 1983 werd hij Amerikaans kampioen op de 400 m en won brons op de eerste wereldkampioenschappen in Helsinki, in 45,24 s. Hij liep ook mee in de finale van de 4 x 400 m, waarin de Verenigde Staten slechts als zesde eindigden, omdat de derde loper, Willie Smith, na contact met een atleet uit de Sovjet-Unie viel en zijn stok eventjes kwijt raakte.
Begin 1984 vestigde Nix een wereldrecord op de 440 yd indoor, met 46,60. Antonio McKay verbeterde zijn record in 1986 tot 45,45. Op de Olympische Spelen in Los Angeles werd hij vijfde in de finale op de 400 m individueel, met een tijd van 44,75. In de finale van de 4 x 400 m liep hij de eerste ronde, gevolgd door Ray Armstead, Alonzo Babers en Antonio McKay. Met een tijd van 2.57,91 behaalde het Amerikaanse estafetteteam een gouden medaille en finishte voor de teams uit Groot-Brittannië (zilver; 2.59,13) en Nigeria (brons; 2.59,32).
In 1996 werd Nix opgenomen in de Indiana Athletics Hall of Fame.
Nix werd in 2008 atletiekcoach aan de Ball State University in Indiana.

## Titels
- Olympisch kampioen 4 x 400 m - 1984
- Amerikaans kampioen 400 m - 1983

## Persoonlijke records
Outdoor
| Afstand | Tijd    | Datum        | Plaats       |
| ------- | ------- | ------------ | ------------ |
| 400 m   | 44,68 s | 24 juli 1982 | Indianapolis |

Indoor
| Afstand | Tijd      | Datum           | Plaats      |
| ------- | --------- | --------------- | ----------- |
| 400 m   | 46,14 s   | 3 maart 1984    | Ann Arbor   |
| 500 m   | 1.02,00 s | 31 januari 1986 | Bloomington |

## Palmares

### 400 m
- 1983:  Amerikaanse kamp. - 45,15 s
- 1983:  WK - 45,24 s
- 1984: 5e OS - 44,75 s

### 4 x 400 m
- 1983: 6e WK - 3.05,29 (series 3.02,13)
- 1984:  OS - 2.57,91

1912: Sheppard, Lindberg, Meredith, Reidpath ·
1920: Griffiths, Lindsay, Ainsworth-Davis, Butler ·
1924: Cochran, Helffrich, MacDonald, Stevenson ·
1928: Baird, Alderman, Spencer, Barbuti ·
1932: Fuqua, Ablowich, Warner, Carr ·
1936: Wolff, Rampling, Roberts, Brown ·
1948: Harnden, Bourland, Cochran, Whitfield ·
1952: Wint, Laing, McKenley, Rhoden ·
1956: Jenkins, Jones, Mashburn, Courtney ·
1960: Yerman, Young, G. Davis, O. Davis ·
1964: Cassell, Larrabee, Williams, Carr ·
1968: Matthews, Freeman, James, Evans ·
1972: Asati, Nyamau, Ouko, Sang ·
1976: Frazier, Brown, Newhouse, Parks ·
1980: Valiulis, Linge, Tsjernetski, Markin ·
1984: Nix, Armstead, Babers, McKay ·
1988: Everett, Lewis, Robinzine, Reynolds ·
1992: Valmon, Watts, Johnson, Lewis ·
1996: Harrison, Smith, Mills, Maybank ·
2000: Bada, Chukwu, Monye, Udo-Obong  ·
2004: Harris, Brew, Wariner, Williamson ·
2008: Merritt, Taylor, Neville, Wariner ·
2012: Brown, Pinder, Mathieu, Miller ·
2016: Hall, McQuay, Roberts, Merritt ·
2020: Cherry, Norman, Deadmon, Benjamin ·
2024: Bailey, Norwood, Deadmon, Benjamin